# カレチ
『カレチ』は、池田邦彦による日本の漫画作品。講談社の『モーニング』2009年14号から2013年31号にかけて不定期に連載されていた。なお、『モーニング』2011年1号より2013年6号までの期間は月に一度のペースでの連載となっていた。「最終章」5話分を除き、一話読み切り形式。
「カレチ」とは、長距離列車に乗務する客扱専務車掌。略称の詳細については車掌#電報略号に詳しい（鉄道業界用語参照）。
当初は昭和40年代後半を舞台に、乗客のために一生懸命になりすぎる国鉄の新米カレチ・荻野を主人公とした一話完結タイプの人情物だったが、話数を重ねるにしたがって年月が進行し、徐々に国鉄の斜陽化が描かれていくようになった。終盤では国鉄分割民営化問題に絡めてさまざまな立場で苦悩する国鉄職員の姿が描かれ、昭和62年（1987年）の国鉄の終焉とJRの発足をもって物語は完結した。

## 登場人物
いわゆるレギュラーは荻野、安斉、栗原、堀之内の4名である。

### 国鉄職員
荻野らが所属していた日本国有鉄道（国鉄）は民間企業ではなく公的機関（特殊法人）だったため、社員ではなく「職員」と呼ばれる。

#### 車掌（主要人物）
国鉄では車掌の段階的役職が存在しており、物語のタイトルにもなっている「カレチ」はその一つである。
- 荻野 憲二（おぎの けんじ）

第1話から登場。本作の主人公。国鉄・大阪車掌区所属の新米カレチ（客扱い専務車掌）。守口市立第六中学校出身で、荷扱い専務車掌（ニレチ）である村上の先輩。
仕事には一生懸命だが、乗客の事を考えるあまり、時には懲罰覚悟で規則に反した行動をとるなど、上司と対立することもある。連載初期には乗客のために規則を無視することも度々あったが、話が進むにつれて規則を遵守したうえで接客するようになり、初期のエピソードを振り返っては「あの時の自分は間違っていた」と言及することもある。本人に自覚は無いが車掌区内では優秀な職員として主に若手・後輩からの評判は良く、「何かが身につくのは自分で到達できた時のみ。優秀な人にこそ、より伸びる機会を与えたい」として後輩への指導はやや厳しい。
当初は独身・一人暮らしで、電話が無いアパート「くろがね荘」に住んでいた。恋愛にはほとんど無縁で、のちに妻となる小田志織から好意を寄せられて手作り弁当を渡された時も、女心に疎い荻野は名前すら聞かなかったため、上司である安斉から呆れられていた。その後、安斉の後押しもあって志織と交際が始まり、昭和50年代後半（第33話時点）で結婚した。
車掌見習いの頃、ワフ21147（第4話）が火災で焼失しかけた際に小便で消火している。この行動を指導車掌だった田所から称賛され、昭和40年頃に普通車掌として登用された。この頃、乗客への親切心から閉扉を遅らせることが多々あり「ミスター・マイペース」と呼ばれていた。
国鉄末期には助役補佐へ昇進し、リストラ推進の最前線に立たされた。周囲からの反発や恨みを買いつつも職務を全うし、昭和62年の国鉄分割民営化直前に国鉄を去った。2012年（平成24年）時点でも存命。かつての穏やかな人柄はなりを潜め、険しい顔つきの気難しい老人となっている。
- 安斉 正之（あんざい まさゆき）

第2話から登場。眼鏡をかけた初老のチーフ（車掌長（レチチ））。荻野の上司および師弟関係で、荻野がカレチに昇進後は同じ列車に乗務することが多く、登場話数も多い。
悪質な不正乗車や規則に反した運賃徴収には厳しく、乗客の主張を信じ過ぎる荻野を注意することがある。車掌弁はとにかく引くよう指導している。
世話好きな性格で、荻野と志織の恋愛成就をサポートした、自称「恋のキューピット」。
荻野らの一番の相談相手だったが、国鉄分割民営化の影響で車掌の職を追われ、末期は草刈りのみが業務だった。その後は精神を病み、死に場所を求めて一昼夜彷徨った挙句、遮断機の下りた踏切に飛び込んだ子供を救出した際に走行してきた国鉄EF65形電気機関車に轢かれて亡くなった。享年53。
「グランドステーション〜上野駅鉄道公安室日常〜」の第2巻に、大阪車掌区のカレチとして登場している。
- 堀之内（ほりのうち）

第9話から登場。大阪車掌区に所属する特発車掌で、通常は助役らの補佐を担当している。新潟県の出身で、昭和29年（1954年）に国鉄入社。
嫌味でお調子者な性格に見られることが多く、地獄耳の持ち主で根回しの達人。「つまりすなわち…」が口癖。
営業規則を熟知しているものの、車掌業務の経験が浅いこともあって規則一辺倒で臨機応変さを欠く旅客対応をすることもある。そのために初期は乗客本位の荻野と衝突することもあったが、次第に荻野を理解するようになり、堀之内から相談を持ち掛けることもあった。両親を幼い頃に病気で失い、「人の役に立て」と言いつけられた親類の伯母に育てられたことから、寝台列車に旅客として乗車していた際に難産の娘の元へ向かう老婆へ自身の寝台を譲ったこともある。
同僚の武勇伝が好きらしく、金沢運転所に所属する武藤の無事故運転記録が濡れ衣によって途絶えたことを残念がったり、後輩の栗原が強盗犯を逮捕したことを喜んだりした。
西鹿児島駅（当時）行きの寝台特急に乗務して鹿児島市内に滞在するも食事の支度を忘れ、偶然にも明かりの灯った民家を見つけて世話になった際に住民の女性に一目惚れした。のちにこの女性と結婚し、国鉄を退職して鹿児島市内で喫茶店を経営している。
第3巻番外編「荻野さん 夢のハネムーン」では、荻野と志織が結婚間近なのを知り、「宮崎へハネムーンに行くんじゃないの」と揶揄したことで、荻野は「ハネムーン中に堀之内そっくりの人と何度も出会う」という悪夢に魘された。
- 栗原 純（くりはら じゅん）

大阪車掌区に所属する後輩カレチ。乗務への準備は余念が無く、仕事ぶりは真面目だが直情的な性格で、荻野の指導の真意を理解できずに反発することもある。空手三段の持ち主。大学の後輩が出版社に勤務しており、国鉄末期には荻野の「国鉄を守る」という意見に当初は賛同したが、不正の片棒を担がされている整備係の話を聞いたことで後輩へ国鉄告発の記事を書くように勧め、荻野と衝突したことがある。国鉄分割民営化によるリストラの嵐を切り抜け、JR化の現在もカレチとして乗務している。

#### 車掌（その他の人物）
出番こそは少ないが、荻野たちと大きくかかわっている車掌。
- 田所（たどころ）

荻野が車掌見習いの頃に在籍していた指導車掌。現在は定年退職している。車掌時代の乗務中にグラマンF6Fから機銃掃射を受けるも乗車していた緩急車のワフ21147の車軸の下に隠れたことで九死に一生を得る。それ以降は同車を「命の恩人」として非常に大切にしており、火の不始末で同車が全焼しかけた際に荻野が小便で消火した行為を称賛し、荻野を初めて「車掌」と呼んだ。ワフ21147が廃車となる際には許可をとって吹田工場まで最後の乗車を行った。
- 村上（むらかみ）

荻野と同じ守口市立第六中学校出身の後輩鉄道員で、車掌登用を目指して荷物列車に乗務している。荻野を「荻野兄ィ」と呼び慕う。
カレチへの昇格を目指し、当初は荷物列車の業務を軽んじていたが、自身の勘違いから荷物を危うく違う駅へ誤配しそうになった。その失敗を教訓として大きく成長し、ニレチ（荷扱い専務車掌）になることを決意。真面目に業務に取り組むようになる。しかし、国鉄合理化の流れからニレチへの道を断念せざるを得なくなり、苦悩の末にカレチへ登用される。その後も努力を重ね、優秀な職員として狭き門である「新幹線カレチ」へも若くして昇格している。
- 田村（たむら）

村上と同じ列車に乗務するベテランニレチ。村上のいい加減な仕事ぶりに呆れていたが、優秀な部分もあると認めており、一人前のニレチになるための極意を伝える。国鉄合理化によってニレチへの昇格が困難となって悩む村上に対しては、心を鬼にして「与えられた仕事を好きになれ」と諭している。定年退職後は生命保険会社へ転職している。
- 新堂（しんどう）

荻野の後輩で車掌補。鉄道に関する知識は豊富だが口下手で、乗客への対応も消極的だった。食堂車を楽しみにしていた老夫婦のために関係各所の協力を得て粋な計らいを実現させてからは乗客対応も積極的に行うようになった。だが、合理化によって姫路駅勤務を命じられて以降は仕事への意欲を失いかけた。勤務中にトラブルが発生した際に自身の知識を活かした解決策を提示して行動するも当初は理解を得られず、リストラ候補に挙げられてしまう。しかし、臨時列車の車両故障による対応で見せた機転で評価を大きく上げ、リストラを免れた。
- 赤石（あかいし）

第29話に登場する大阪車掌区の新米車掌補。国鉄直営の国鉄志免炭坑に勤務していたが、配転の斡旋を受けて昭和30年代後半頃に車掌補となり、新堂の指導を受ける。初乗務となった寝台特急「あかつき1号」の乗務中、隣のホームに停車していた貨車に積まれた石炭に夢中になり、国鉄20系客車の全てのドアを車外から閉めて欠乗事故を起こしかけた。自身よりはるか年下の新堂に対しても敬語を使って仕事ぶりも真面目だったが、長崎での乗務の合間に炭坑で勤務する友人から「戻らないか」と誘われたうえ、駅の売店にあった新聞に自身が勤務していた炭坑の落盤事故が記載されていたのを見つけ、炭坑に戻ることを決意した。
- 芝崎（しばさき）

鳥取車掌区に所属するカレチ。倉吉線関金駅の駅長の甥。地元を大切にしたい一心で、倉吉線の行く末に不安を持っている。倉吉線の臨時急行に乗務した際に、定期運行へ昇格させたいがために乗車人数を水増しして報告しようとした。しかし、自身も以前に水増し報告をした苦い経験を持つ荻野に気付かれ、正確な報告をするよう諭される。
- 各務（かがみ）

第3話に登場。寝台特急「あかつき」に乗務していた車掌長（チーフ）。乗客のためとはいえ反対側のホームに停車していた寝台急行「桜島」に無断で侵入した荻野を厳しく叱るが、「乗客のためにベストを尽くそうとする気持ちは一級品」と評している。第1話にも風貌が似た車掌長が登場するが、同一人物かは不明。
- 宮地 崇（みやじ たかし）

第30話に登場する、荻野の普通車掌時代の同僚。乗客が増加傾向にある京阪神地区の状況から迅速な扉扱いと定時発車にこだわり、「ミスター・マイペース」の荻野とは正反対の考えの持ち主。国鉄103系電車の導入当初に多発したオーバーランの原因を知り、大量輸送時代の到来に対する国鉄の認識の甘さに、「このままでは国鉄は滅びる」と憤りと危機感を抱く。その後は自身の理想とする鉄道輸送を実現するために邁進し、2012年（平成24年）現在は「京阪神南紀鉄道」の副社長となっている。

#### 運転士・機関士
国鉄で運転を担当する人物、荻野とかかわっている。
- 武藤（むとう）

金沢運転所に所属するベテラン運転士。お召し列車の運転経験もある「プロ中のプロ」。列車の定時運転を誇りとし、こだわりも並々ならぬものがある。架線に付着物を発見して臨時停車したにもかかわらず、たまたま停車した場所が本来通過する駅だった。このため、駅長から「この駅を停車駅と勘違いしたことの言い訳ではないか」と濡れ衣を着せられた際にも反論せず、運転再開を優先させた。これに関して表彰目前だった連続無事故運転記録が途絶えて堀之内は非常に残念がったが、荻野に理由を問われた際には「我々の使命は定時」とだけ答えている。生真面目で無愛想だが、乗客を第一に考える荻野の気持ちには理解を示している。
- 中島 達夫（なかじま たつお）

宮原機関区の機関士。「生涯、一機関士でありたい」という思いから指導機関士への昇格を拒否し、自主退職まで考えていた。美津子という名の妻がいたが死別している。
焼鳥屋で荻野と堀之内の会話に出た「機関士根性」という言葉に立腹したが、堀之内の言葉にヒントを得て、列車を故意に遅延させて指導機関士への昇格を無くそうと考えた。しかし、偶然にも同じ列車に乗務していた荻野から説得されて考えを改め、指導機関士への昇格を荻野から祝福された際には「こんな若者がいるなら指導するのも悪かない」と考えるようになった。国鉄を定年退職した際も荻野が酒を持参して自宅を訪れ、祝った。
- 向田（むこうだ）

第36話に登場。荻野が新潟県新発田市東公園に静態保存されているD51 512を見学に行った際に知り合った元機関士。入社当初は「家族の口減らしだったきっかけ」と仕事の辛さで腐っており、自身の先輩機関士である佐野の「神業」を見て学ぼうとするも佐野からは「兵役が近いから教える時間が無い」と拒否された。その代わりとして佐野の同期だった木下を焚きつけて「神業」を盗むことに成功した。佐野ら先輩機関士が次々に徴兵されたことで18歳にして機関士を拝命し、「神業」を実践しようとするが戦時下で機関車の整備が進んでいなかったためにボイラーが爆発し、失敗に終わった。
向田自身も従軍して復員するが、先輩機関士らの帰還で国鉄への再就職は叶わず、鉄道からは離れた。しかし現在でも鉄道に対する愛着は強い。

#### その他の職員
車掌・運転士（機関士）以外で荻野たちとかかわっている。
- 林田（はやしだ）

東広島駅の連結手で、趣味はクラシック音楽の鑑賞。連結手としての技術は優秀だが「仕事は金のため」と割り切っており、東京でのコンサートへ行きたいがために残業には非協力的である。その姿勢に上司からは疑問視されるが、東京へ向かう列車に乗車していた際に荻野から瀬野八（瀬野駅 - 八本松駅間にある急勾配）で走行する補助機関車の開放作業への協力を懇願されて渋々協力したところ、瀬野駅の職員から感謝されたことで初めて仕事の喜びを味わった。後日、荻野と再会した際にカラヤン指揮のバッハのレコードをプレゼントしている。
その後は広域異動で東京の武蔵野操車場へ配属され、コンピュータ制御によって自動的に仕分けされる貨車を制御盤越しに監視する業務に就く。徹底的に合理化された作業と人付き合いの無い職場、プライベートの時間を確保して満喫できる勤務時間に当初こそ喜んだが、次第に違和感を抱き始めて退職し、トラック運転手へ転職した。
- 加藤 直吉（かとう なおきち）

前述の中島が岡山機関区へ配属されたばかりの新米機関士だった頃に、岡山運輸事務所で運転主任付運転監督を務めていた初老の人物。運転監督とは列車に添乗して機関士の運転を監督する仕事だが、「サプライズテスト」と称して機関士のミスを誘発するような罠を仕掛けて添乗する。多数の機関士は罠の影響で機関助士に降格させられ、処分に不満を持ったまま退職していくなかで中島も罠に引っ掛かり、恨みを抱いた中島から木の棒で叩きのめされた。多くの職員は加藤を恨んでいたが、加藤は自身の仕事を自分の信じるがままに行ったのみだった。のちに胃癌で死去するが、中島が本心を理解するのは加藤の死後だった。
- 権藤（ごんどう）

第27話に登場。山陰本線御来屋駅の駅長を務めていたベテラン鉄道員。無愛想・無口で、本社採用で着任した益岡を鉄拳で指導する。
心臓に持病があり投薬が欠かせず、万が一に備えて信号雷管を線路に設置しては取り外したり、信号の凍結防止用に熱湯を常備していた。雪が降り続くある日に駅で倒れたが益岡は気付かず、駅構内の信号の状態に異変を察知した荻野が益岡と共に列車を止めようとするも、権藤があらかじめ設置しておいた信号雷管を踏んだ列車の乗務員が急停止したことで事故を防げた。益岡は、権藤の死後に一連の行動の真意に気付く。
- 益岡達朗（ますおか たつろう）

第27話に登場。本社採用によって米子鉄道管理局に配属された荻野の後輩。守口市立第六中学校では荻野と共に卓球部で活躍していた。
現場研修によって山陰本線御来屋駅で助役代行を務めるが、良かれと思った行動が駅長の権藤から「鉄拳指導（と称した殴打）」を受ける。当初は反発して、権藤の更迭を目論んで内部告発を考えたが、権藤の殉職によって、一見すると規則違反に見える行動や自身が鉄拳指導を受けた真意を理解するようになり、研修後も現場で勤務を続けることを決意した。
- 師岡（もろおか）

第34話に登場する新潟電力区柏崎配電分区の電力工手。感電しにくいという理由から竹製の梯子を使用している。虫食い検査も抜かりなく行う。
信越本線青海川駅近くの引留碍子の修理中に強風にあおられて転落し、接近してきた特急「北越」との接触は免れたものの腰の骨を折る重傷を負う。入院先の病院で息子から架線検測車の導入および電力工手の消滅を知って激怒し、3ヶ月後の退院と同時に復帰した。その直後、架線の修理中に梯子が折れて架線にぶら下がった状態から転落し、右足を骨折する。再入院から退院して復帰するが、非番であるにもかかわらず「仕事が無くなるのが惜しい」と出勤し、作業中に落雷に巻き込まれて殉職した。
- 師岡の息子

第34話に登場する。新潟鉄道管理局の施設部次長。心臓が弱かった母親が早くに亡くなったのは危険な仕事を続ける父親が心配をかけ続けたせいだと認識しており、父親への辞職勧告から一転して、電力工手の職業そのものを無くす考えに変わった。父親の殉職から2日後に行われた架線検測車の説明会では説明係を担当している。2012年（平成24年）現在も存命。
- 京極（きょうごく）

第35話に登場する金沢運転所のベテラン検査長。完璧な検査を信条しており、その姿は武藤から「金沢に京極あり」と認められるほどの凄腕だった。しかし新任の所長が合理化を推進したために従来通りの検査が出来なくなったことから転職を決意し、「京阪神南紀鉄道」へ入社する。武藤も勧誘するが拒否されたため、武藤が乗務する車両を完璧に検査して誘い込もうと目論むが失敗に終わり、京極は単身で転職した。
- 篠田（しのだ）

第38・39話に登場。検査係として荻野と栗原が乗務する特急列車の故障した冷水器を修理した。栗原から「愛想の無い男だ」と評されたが、荻野に「清掃までしてくれたから」と窘められる。しかし篠田はすでに、この乗務を含めて上司による水増しカラ出張の片棒を担がされて腐敗しきっており、荻野は篠田と国鉄を守るために「これ以上の追及は無用」と栗原を諭すが、不満を持つ栗原は後輩の雑誌記者と共に篠田を誘発してカラ出張問題を告発させた。
- 岩崎（いわさき）

第18・41話に登場。保線係の作業長で「線路補修のプロ」と呼ばれる。栗原が自身の保身から発した虚言に振り回されたが、陳謝に来た栗原には厳しく責めない代わりに仲間意識を高めるように諭した。国鉄の合理化によって駅そばの従業員に配置転換されたが、リストラ職員の「草刈り作業」について荻野から相談を受けた際に、その意義を教えた上で売り物である駅そばを御馳走した。
- 志木（しき）

第40～42話に登場。国鉄労働組合支部長で、合理化によって安斉と共に「草刈り作業」へ配置転換された。「上層部は境遇を変えるつもりが無いから」と安斉を氾濫に焚きつけようとするが、安斉の死を知った組合員と共に自分が追い詰めたのではないかと責任を感じていた。当初は管理者側で助役補佐だった荻野に対して「上層部の犬」と反感を持っていたが、安斉の死をきっかけに荻野を「職員としての責務」として態度を軟化させた。そして、従来からの考えを修正するようになる。

### その他
上記以外の人物。

#### カレチ本編
「カレチ」に登場する、荻野たちの関係者。
- 山本 宣夫（やまもと のぶお）

第1話に登場した「京阪神南紀鉄道」運輸部長。強面で言葉遣いも悪いが、社員旅行の途中に乗車していた列車の車掌を担当していた荻野が、ある事情を抱えた女性客を弥彦線に乗り換えさせるために東三条駅での乗り継ぎ客の水増し報告を行ったことに気付く。そこで自身らが乗り継ぎ客だと嘘の申し出を行い、荻野を懲戒処分の危機から救った。荻野を気に入り、「クビになったら自分の会社に来い」と名刺を渡して去る。
- 龍谷 幸恵（りゅうこく ゆきえ）

大阪市交通局トロリーバスの元車掌。新人時代の荻野が度々利用しており、研修が上手くいかずに悩んでいた荻野を激励していた。幸恵自身も鉄道の車掌に憧れていたが、当時の女性は鉄道の車掌に採用されなかったためトロリーバスの車掌に採用されたが、トロリーバス自体も廃止される。
10年後の大阪駅で荻野と再会し、荻野はカレチに昇進し、幸恵は大阪府議会女性参画室に勤務する母親になり、男女雇用機会均等の実現を目指して奮闘している。
なお、幸恵が登場するエピソードの終盤の展開は雑誌掲載時に賛否両論の声が挙がったため、単行本では筋書きが変更されている。
- 山岡 武雄（やまおか たけお）

関金駅前商店会の会長で、大阪からの臨時直通急行「いなば55号」が運行される際に「昭和33年の天神祭のような活気を取り戻そう」と駅長と町を回って営業した。急行が関金駅へ到着した際に、芝崎から定期化の目安となる「乗車率50%の壁」を突破した知らせを受けて大喜びしたが、のちにそれは水増しだったことが判明し、ぬか喜びに終わった。水増しを修正する荻野に対して芝崎と共に文句を言うが、駅長に窘められて「もう一度、急行の臨時直通請願に挑戦しよう」と態度を変えた。
- 荻野 志織（おぎの しおり）

向日町運転所にて寝台車の寝台の解体作業をする業者の社員として働いていた女性。旧姓は小田（おだ）。車内の遺留品捜索で真摯な対応をみせた荻野に好意を抱くようになる。その後、安斉の計らいもあって荻野と交際を始め、昭和50年代（第33話時点）に結婚する。堀之内がのちに妻となる女性に恋愛感情を持ったときはアドバイスをしている。
- 河野みどり（かわの みどり）

第1巻の読切短編「RAIL GIRL〜三河の花〜」と、1・2・4巻巻末の番外編「みどりの昭和の鉄道たんけん」に登場。小学4年生で、飯田線の三河花咲（みかわはなさく）駅（架空）に隣接した簡易委託駅である家の娘。父親は国鉄職員だったが早く亡くなり、母親は商店経営で駅の業務を受託している。大雨による土砂崩壊の際に豊橋駅行きのモハ52形列車に停止合図を出して事故を未然に防いだことで、国鉄から表彰された。
「みどりの昭和の鉄道たんけん」においては、1巻ではラジカセにカセットテープを、2巻ではカメラにフィルムを入れ忘れていた。
- 奈々子（ななこ）

第28話と4巻巻末の番外編「みどりの昭和の鉄道たんけん」に登場。9月8日生まれの小学4年生。第28話において、東京駅ホームで知恵の輪に夢中になって線路に転落し、荻野に保護される。
父親は荻野と同じく国鉄のカレチで、多忙で日頃から構ってもらえないことに不満を抱いていた。しかし、荻野とともに上野動物園やこだま号が展示してある交通博物館に行き、荻野の言葉を聞くうちに父の仕事の大切さに気付く。
「みどりの昭和の鉄道たんけん」では4巻にて飛び入り参加。みどりにライバル意識を燃やすも、クイズに同時正解したことがきっかけで仲良くなった。

#### RAIL GIRL〜三河の花〜
愛知県東部のとある駅の管理を行う商店主の娘・河野みどりとその鉄道沿線にまつわる物語。単行本第1巻に特典として収録。
- 河野みどり（かわの みどり）

#その他参照
- みどりの母親

駅の委託業務を行う商店の主。未亡人で、女手一つでみどりを育てる。鉄道員の恋人がおり、みどりは最初こそ嫉妬していたが、それを見た母が別れを切り出そうとする。しかし実際には駅に出入りする人々を世話する母に嫉妬していたことがわかり、みどりの後押しもあって恋人と復縁する。行き倒れた昌男に代わって列車に停車合図をしに行くよう命令し、尻込みするみどりに平手打ちをして「駅の人」としての責務として行かせるほど、駅を預かる姿勢には真摯さが見受けられる。
- 渡辺 昌男（わたなべ まさお）

みどりの学校に転入してきた男子。鉄道好きで、同級生の野口からみどりが委託駅の娘であることを知り、みどりの家へ遊びに来るようになった。当初、みどりは彼に親しくしていたが、彼の興味はあくまでみどりの住む駅に向いており、加えて彼女の母と親しくなったことから、みどりは嫉妬から疎ましくなり避けるようになる。
線路上で土砂崩れが発生した現場を目にして、倒れそうになりながらもみどり母子のもとへ駆けつけた。みどりの母が彼を病院へ連れて行く代わりに、みどりが災害による事故防止のための停止合図をすることになった。それ以降、みどりの嫉妬感は消え去り、再びみどりの家（駅）へ遊びに行けるようになった。みどりのクラスではモテる方である。
- 野口（のぐち）

みどりの同級生で喧嘩仲間だが、本心はみどりのことを慕っている。いわゆるツンデレ。雨傘を忘れたみどりに傘を貸そうとして相合傘を提案されたことがきっかけとなり、みどりとの距離が縮まった。相合傘を提案したみどりが初めて自分の家庭事情を相談された相手である。
実家は農家だが、自分が坊主頭の風体と粋がっているところから花を育てる農家であることは隠していた。みどりにそれを告白すると、「かっこいい」といわれ、照れ顔で「駅の娘もいいもんだ」と返した。みどりの表彰記念パーティーには昌男とともに招待された。
- 先生

みどりのクラス担任。みどりが書いた宿題の作文が良い出来だったことから読ませることにした。

## 書誌情報
- 池田邦彦 『カレチ』 講談社〈モーニングKC〉、全5巻
  1. 2009年12月22日発売 ISBN 978-4-06-372864-4
  2. 2011年3月23日発売 ISBN 978-4-06-372985-6
  3. 2012年2月23日発売 ISBN 978-4-06-387087-9
  4. 2012年11月22日発売 ISBN 978-4-06-387162-3
  5. 2013年8月23日発売 ISBN 978-4-06-387234-7
- 池田邦彦『カレチ 車掌純情物語』講談社<講談社文庫>、全3巻 - モーニングKC版を3巻に再編集した文庫版。
  1. 2014年9月12日発売 ISBN 978-4-06-277924-1
  2. 2014年9月12日発売 ISBN 978-4-06-277925-8
  3. 2014年10月15日発売 ISBN 978-4-06-277939-5